# Saint Clair Shores
Pour les articles homonymes, voir Shores.
Saint Clair Shores est une ville située dans l’état américain du Michigan, sur la rive de lac Sainte-Claire. Selon le recensement de 2000, sa population est de 63 096 habitants. La ville est une banlieue de Détroit, dans le comté de Macomb.
Le secteur a été habité par des colons français dès 1710, lorsque ce s'est appelé L'anse Creuse.